# بيير ليتبارسكي

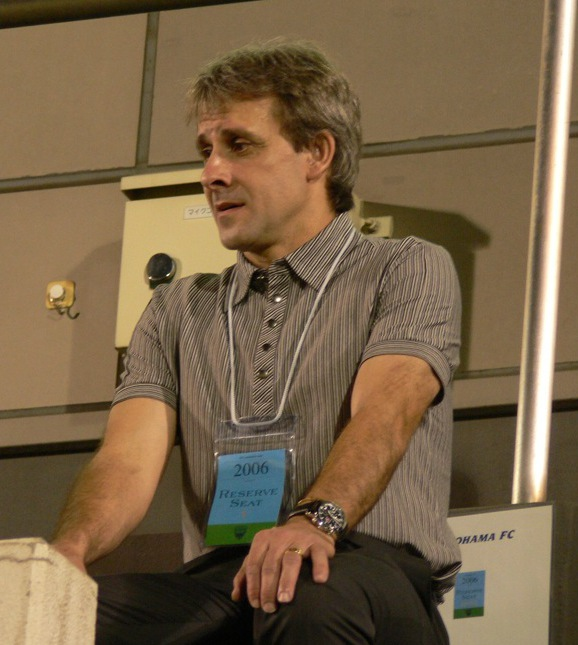
بيير ليتبارسكي

بيير ليتباريسكي (بالألمانية: Pierre Littbarski) لاعب كرة قدم ألماني سابق من مواليد 16 أبريل 1960 في برلين في ألمانيا، ويعمل مدرب كرة قدم ألماني حالياً.
من المع نجوم الكرة الألمانية في الثمانينات ومن أفضل الاجنحه على مستوى العالم، ساهم وبشكل كبير في بلوغ المنتخب الألماني للمبارة النهائية في كاس العالم امام إيطاليا عام 1982 بفضل اهدافه الحاسمة وصناعته للعب إلا أن المنتخب الألماني هزم بنتيجه 3/1 بفضل تألق باولو روسي ورفاقه.
يعمل حالياً مساعد مدرب في نادي فولفسبورغ الألماني.
لعب مغ المنتخب الألماني الذي احرز كأس العالم الذي اقيم في إيطاليا سنة 1990 .
لعب مع منتخب ألمانيا لكرة القدم.

## روابط خارجية
- بيير ليتبارسكي على موقع IMDb (الإنجليزية)
- بيير ليتبارسكي على موقع ديسكوغز (الإنجليزية)
- بيير ليتبارسكي على موقع الاتحاد الدولي (مؤرشف)  (الإنجليزية)
- بيير ليتبارسكي على موقع رابطة كرة القدم اليابانية للمحترفين (اليابانية)
- بيير ليتبارسكي على موقع قاعدة بيانات كرة القدم.إي يو (الإنجليزية)
- بيير ليتبارسكي على موقع بيانات كرة القدم. دي إي (الألمانية)
- بيير ليتبارسكي على موقع ناشيونال فوتبول تيمز (الإنجليزية)
- بيير ليتبارسكي على موقع Soccerway.com (الإنجليزية)
- بيير ليتبارسكي على موقع عالم كرة القدم.نت (الإنجليزية)
- بيير ليتبارسكي على موقع كووورة